# نادي لينكولن سيتي
نادي لينكولن سيتي لكرة القدم (بالإنجليزية: Lincoln City Football Club)‏ هو نادي كرة قدم بريطاني أٌسس عام 1884. يلعب النادي في دوري الدرجة الخامسة الإنجليزي.

## الشعار

الشعار السابق

## وصلات خارجية
الموقع الرسمي